# Droga krajowa B453 (Niemcy)
Droga krajowa 453 (niem. Bundesstraße 453) – niemiecka droga krajowa przebiegająca na osi północ - południe z Eckelshausen do Gladenbach w Hesji.